# 結解重喜
結解 重喜（けっけ しげよし、生没年不詳）は、安土桃山時代から江戸時代前期にかけての武士。通称は十郎兵衛。結解十郎左衛門の子。
父は蒲生賢秀に仕えて六角氏が浅井氏と戦った野良田合戦において六角軍の一員として従軍して武功を挙げている。
重喜も永禄12年（1569年）の織田信長による伊勢侵攻（大河内城の戦い参照）の際に初陣となる蒲生氏郷の側に近侍するように命じられたが、氏郷が周囲の隙を突いて敵陣に切り込んで敵兵の首を討ち取ったために驚いたとされる。
一時期、氏郷の意向によりその寄騎となっていた関盛信に補佐として付けられるが、蒲生家復帰後に6千石を与えられ、弟の文左衛門にも2千石が与えられた。
後に蒲生家の減封に従って禄高を減らしているが、氏郷没後も秀行・忠郷・忠知に仕える。伊予松山藩転封後は1千800石を与えられた。